# Municipi d'Aabenraa
El municipi d'Aabenraa és un municipi danès que va ser creat l'1 de gener del 2007 com a part de la Reforma Municipal Danesa, integrant els antics municipis de Bov, Lundtoft, Rødekro, Tinglev i Aabenraa. El municipi és situat al sud de la península de Jutlàndia, a la Regió de Syddanmark, abastant una superfície de 941 km² i fent frontera amb l'estat alemany de Slesvig-Holstein, amb el que també comparteix part del fiord de Flensborg (Flensburger Förde, en alemany). L'illa de Barsø pertany a aquest municipi al que hi viu la major part de la minoria alemanya de Dinamarca.
La ciutat més important i seu administrativa del municipi és Aabenraa (16.042 habitants el 2009), situada a la costa de l'estret del Petit Belt, al fons del fiord d'Aabenraa. Altres poblacions del municipi són:
- Bjerndrup
- Bolderslev
- Bovrup
- Bylderup-Bov
- Fårhus
- Felsted
- Genner
- Hellevad
- Hjordkær
- Holbøl
- Hostrupskov
- Hovslund St.
- Kliplev
- Kollund Østerskov
- Kollund
- Kruså
- Løjt Kirkeby
- Padborg
- Ravsted
- Rens
- Rødekro
- Søgård
- Stubbæk
- Tinglev
- Uge
- Varnæs

## Consell municipal
Resultats de les eleccions del 18 de novembre del 2009:
| Partit                      | vots  | % vots |
| --------------------------- | ----- | ------ |
| Socialdemokratiet           | 13366 | 43,7   |
| Det Radikale Venstre        | 382   | 1,2    |
| Det Konservative Folkeparti | 1649  | 5,4    |
| Socialistisk Folkeparti     | 1813  | 5,9    |
| Dansk Folkeparti            | 2506  | 8,2    |
| Slesvigsk Parti             | 2090  | 6,8    |
| Venstre                     | 8804  | 28,8   |

### Alcaldes
| Alcalde     | Període               | Partit            |
| ----------- | --------------------- | ----------------- |
| Tove Larsen | 1-1-2007 a 31-12-2009 | Socialdemokratiet |
|             | 1-1-2010 a 31-12-2013 |                   |